# Lujzinska cesta
Lujzinska cesta ali Lujzijana je zgodovinska cesta, zgrajena v začetku 19. stoletja, ki skozi Gorski kotar povezuje Karlovec in pristaniško mesto Reko.
Okoli 140 kilometrov (18 avstrijskih milj) dolga cesta poteka skozi kanjon Rječine, čez Grobniško polje, skozi Gornje Jelenje, Lokve, Delnice, Skrad, Vrbovsko, Severin na Kupi, Vukovo Gorico in Netretić.

## Gradnja
Lujzijana naj bi nadomestila staro, ovinkasto in strmo Karolinsko cesto (zgrajeno pod cesarjem Karlom VI.). Po Karolini in Jozefini je bila Lujzijana tretja prometnica, ki je notranjost Hrvaške povezala z jadransko obalo. Glavni projektant je bil častnik Josip Filip Vukasović v imenu zasebne družbe.
Gradnja se je začela leta 1803, za kar je bilo mogoče pridobiti tudi privilegij od cesarja. Gradilo se je iz smeri Reke in leta 1804 so dosegli Gornje Jelenje, leta 1805 Zalesino, 1806 Skrad, 1807 Vrbovsko, 1808 Severin na Kupi in leta 1809 Malo Jelso pri Karlovcu. Delo sta oteževali vojni leta 1805 in 1809, v katerih je Vukasović sodeloval in umrl v bitki pri Wagramu. Zadnjih petnajst kilometrov od Netretića do Karlovca so dokončali francoski graditelji Augusta de Marmonta do leta 1811.
Cesta je bila široka dobrih osem metrov (26 dunajskih čevljev) in strma največ 6 %. V ostrih ovinkih je bila široka tudi do 14 metrov. Na ozkih predelih so ustvarjali prehode z razstreljevanjem skal; eden izmed takšnih prehodov je bila Porta Hungarica (po letu 1848 preimenovana v Banska vrata). Posebna pozornost je bila namenjena podpornim in zaščitnim elementom, kot so parapeti pri Reki ali vetrobrani za zaščito pred sunki burje. Poleg tega so bile postavljene cisterne in vodovodne cevi za oskrbo z vodo ter navezave na Karolino in proti Bakru. Namesto cestnih jarkov so zgradili odvodne kanale. K opremi ceste je sodilo tudi 17 miljnikov, od katerih se jih je do danes ohranilo osem. Vsak od njih je prikazoval razdaljo do Fiume (Reke) in Carlstadt (Karlovca) v miljah ter nadmorsko višino v čevljih. Kdaj sta bila postavljena obeliska pri Reki z razdaljami v kilometrih in višino v metrih, ni dokončno razjasnjeno, najpozneje pa z uvedbo metričnega sistema v 70. letih 19. stoletja. V rednih presledkih so stale tudi cestninske postaje.

## Ime
Ob začetku gradnje so cesto nameravali poimenovati Via Ludovicea po Mariji Ludoviki, tretji ženi avstrijskega cesarja Franca II. O tem pričajo dokumenti iz leta 1808. Ker pa je bila cesta dokončana pod francosko upravo, je ime dobila po Marji Luizi, hčeri Franca II. in kasnejši ženi Napoleona I. Sprva se je imenovala tudi Marie-Luisenstrasse, v nekaterih delih pa tudi Louisenstrasse.

## Po izgradnji
Ob dokončanju je Lujzijana veljala za eno najsodobnejših cest na svetu. Kljub temu so jo sprva imeli za zgrešeno naložbo, saj je bila trgovina zaradi vojne propadla in cestnine niso zadoščale za pokritje stroškov, zato je moralo društvo še naprej prispevati sredstva. Edina rešitev se je torej zdela v predaji madžarskim stanovom, ker je to pomenilo, da bi mitnino v veliki meri lahko odpravili. Vendar tega ni bilo mogoče izvesti takoj.
Lujzijana zdaj na splošno velja za pomemben dejavnik razvoja regije. Speljana je bila skozi z vodo revne, redko poseljene predele, v katerih so sredi 19. stoletja nastala nova naselja, katerih prebivalci so imeli koristi od cestnega prometa. Odprle so se med drugim pošte in gostišča, od katerih jih je nekaj zgradilo cestno gradbeno podjetje samo.
Čas potovanja iz Karlovca je Lujzijana skrajšala z nekaj dni na 14 do 16 ur. Starejši prometnici sta zaradi novogradnje utrpeli precejšnje izgube. Leta 1848 je bilo o Karolini rečeno: "To so strmine stare Karolinske ceste, zdaj propadle in nič več v uporabi." Zaton je doživela tudi Jozefinska cesta od Karlovca do Senja, zato so jo v tridesetih letih 19. stoletja razširili, popravili mostove in ublažili strmine.
Potem ko si je Reko leta 1924 priključila Italija, se je promet po Lujzijani močno zmanjšal in cesta je propadala. V letih od 1947 do 1955 so jo prenovili in skoraj v celoti asfaltirali; tedaj so tudi zgradili nove cestne odseke med Gornjim Jelenjem in Sopačem, saj so dotedanjega potopili z izgradnjo jezu Lokvarskega jezera, ter med Vukovo Gorico in Karlovcem.
Dandanes Karlovec in Reko povezuje avtocesta (A1 do razcepa Bosiljevo 2, od tod pa A6), ki je prevzela večino prometa. Ostanki Lujzijane so danes kategorizirani kot del državne ceste D3.